# Esquirol nan de Rosenberg
L'esquirol nan de Rosenberg (Prosciurillus rosenbergii) és una espècie de rosegador de la família dels esciúrids. És endèmic de l'illa Sangir (Indonèsia). El seu hàbitat natural són els boscos primaris baixos i les zones conreades. És una espècie en risc mínim, és a dir, no sembla que hi hagi cap amenaça significativa per a la seva supervivència.
Fou anomenat en honor del naturalista neerlandès d'origen alemany Hermann von Rosenberg.